# Jevpatorija
Jevpatorija je lázeňské město v mělkém Kalamitském zálivu Černého moře v rovinaté západní části Krymu založené Ruskem v roce 1784. Město je od roku 1954 součástí Ukrajiny, ale od Anexe Krymu Ruskou federací je fakticky znovu ovládané Ruskem. V roce 2006 zde žilo 106 500 obyvatel.

## Jevpatorijská městská rada
Administrativně je město spravováno městskou radou, do jehož obvodu spadají také sídla městského typu 
Myrnyj, 
Novoozerne (Novoozjornoje), 
a Zaozerne (Zaozjornoje). 

## Název
Prvním sídlem na území Jevpatorije byla řecká kolonie Kérkintis. Patřila do Pontské říše císaře Mithriada VI., zvaného též Eupatór. Z tohoto přízviska byl po dobytí Krymu Ruským impériem vytvořen ruský (a dnes současně ukrajinský) název Jevpatorija (Евпато́рия; ukrajinsky Євпат́орія, arménsky Եվպատորիա - Євпат́орія). V některých jazycích včetně starší češtiny se objevuje též název Eupatoria vycházející z řecké podoby jména.
V krymské tatarštině a dalších turkických jazycích nese město název Kezlev, který byl utvořen patrně od chazarského názvu Güzliev (doslova „krásný dům“), názorů však existuje více.

## Dějiny

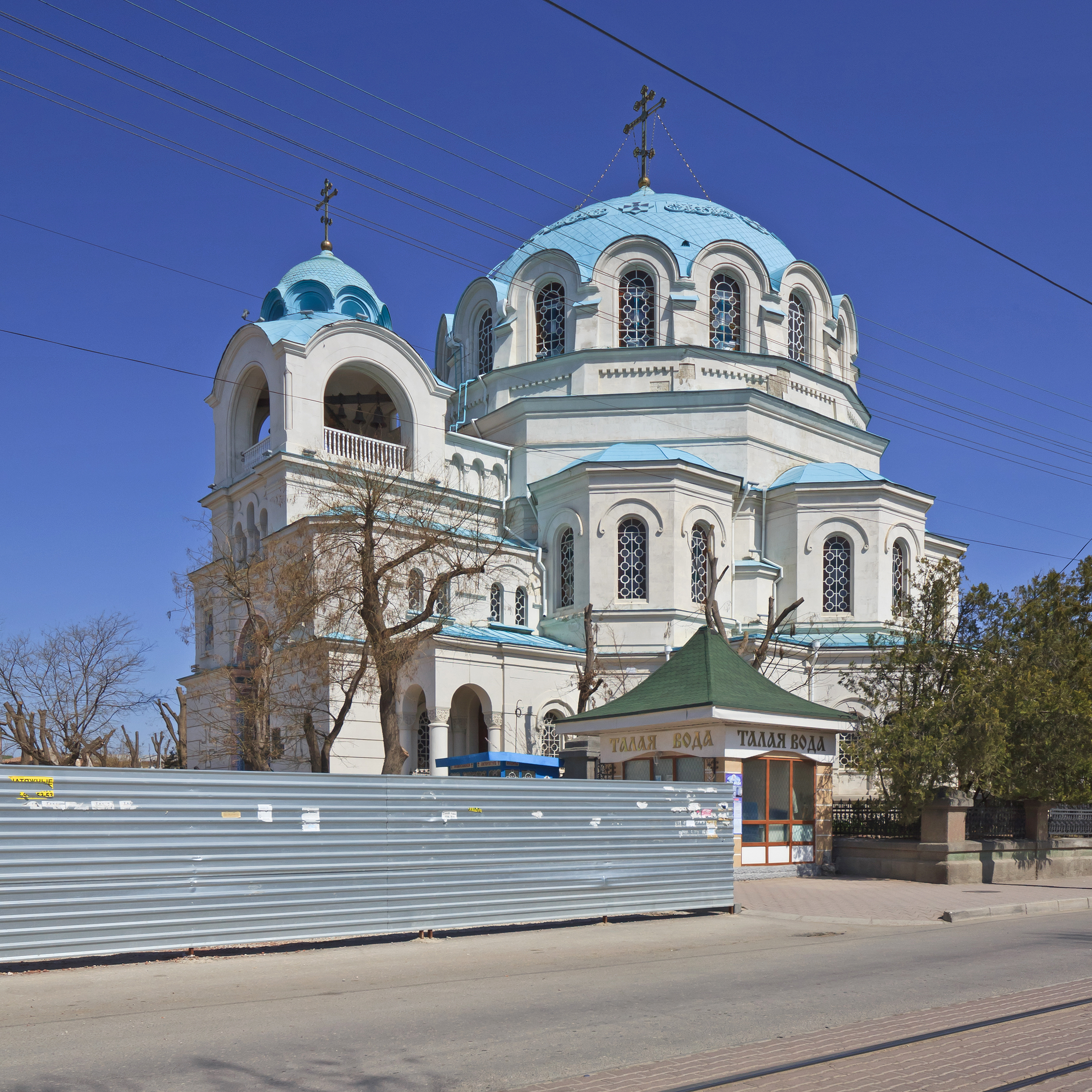
Chrám Sv. Mikuláše

Město má přes 2500 let dlouhou historii, na jejímž počátku stojí řecká kolonie Kérkintis. Později město náleželo Pontu, v raném středověku pak říši Chazarů, poté Krymskému chanátu. V závěru 18. století dobyla město (stejně jako celý Krym a jižní Ukrajinu – tzv. Novou Rus) vojska Ruského impéria. Roku 1784 pak město získalo současný název, který, podobně jako Oděsa či Sevastopol, vychází z řečtiny a měl symbolizovat návaznost Ruské říše na vyspělou řeckou civilizaci.
Roku 1855 se poblíž města odehrála Bitva u Jevpatorije, jedna z bitev krymské války.
Největší rozkvět město zažilo v 2. polovině 19. století a na začátku 20. století, kdy se dočkalo mj. divadla (1910), musea, tramvajové dopravy a železnice (1915). Dvacáté století pak přineslo rozvoj rekreační a lázeňské infrastruktury.

Na Štědrý den roku 2008 došlo v jednom z místních panelových domů k výbuchu plynu, který usmrtil 27 osob. Na místo tragédie se dostavil i prezident Juščenko a premiérka Tymošenková.
Dne 21. července 2024 zde začala demontáž kaple Povýšení svatého kříže, jednalo se o demontáž posledního ukrajinského kostela na anektovaném Krymu.

## Pamětihodnosti
Jevpatorija má množství architektonických památek, mezi něž patří pravoslavný kostel Sv. Mikuláše z konce 19. století, ze starších památek pak mešita Džuma-Džami, tekiye dervišů, chrámový komplex (kenesa) krymských Karaimů a další.
Pobýval zde také polský básník Adam Mickiewicz a napsal zde jeden ze svých Krymských sonetů.

## Hospodářství a doprava
V Jevpatoriji nejsou žádné velké průmyslové podniky. Převažují malé a střední podniky, zejména potravinářské.
Jevpatorija je spojena frekventovanými příměstskými vlaky se Saki a Simferopolem. V letní sezóně sem navíc denně míří několik přímých vlaků zejména z Moskvy a Kyjeva. Dosažitelná je také autobusem. Funguje zde námořní přístav.
Ve městě je také v provozu nevelká síť tramvajové dopravy.